# Geant4

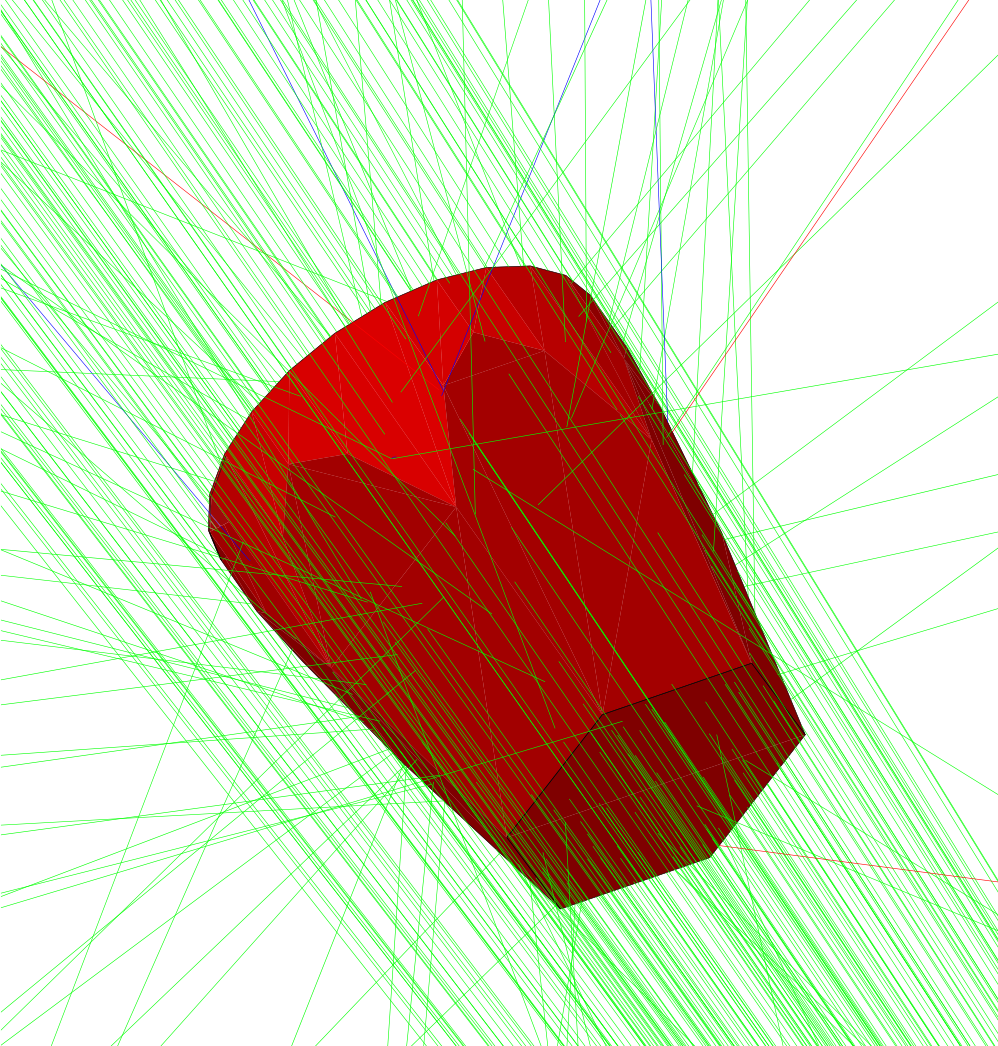
Visualisierung einer Simulation. Rot stellt den Detektor dar und die grünen Linien Gamma-Strahlung.

Geant4 (Geometry and Tracking) ist eine  Software zur Modellierung und Simulation in der Kern- und Teilchenphysik. Genauer ist es ein Softwarepaket bzw. eine Simulationsplattform für die Computersimulation des Durchtritts von Partikeln oder Photonen (Strahlung) durch Materie unter Benutzung von Monte-Carlo-Methoden.

## Aufbau und Funktionen
Geant4 ist der Teil einer „Toolkit-Serie“, die am CERN entwickelt wird und benutzt zum ersten Mal Objektorientierte Programmierung (OOP) in der Sprache C++. Hintergrund ist, dass in einer Vielzahl von Computerphysik-Codes historisch bedingt ansonsten Fortran genutzt wird, das mittlerweile auch OOP unterstützt.
Geant4 besitzt als Softwarepaket Möglichkeiten zur Bearbeitung von Geometrien, Tracking, Antworten von Detektoren, dem „Run Management“, Visualisierung und eine Benutzerschnittstelle.
- Geometrie stellt den Aufbau des Experiments und seiner Bestandteile (wie Detektoren, Absorber usw.) dar und berechnet, wie sich das Layout auf den Teilchenweg auswirken wird.
- Tracking ist die Simulation des Weges eines Partikels durch Materie. Dies beinhaltet die Berechnung von möglichen Wechselwirkung ionisierender Strahlung mit Materie und Zerfallsprozesse.
- Antworten von Detektoren („detector response“) versucht Detektoren in das Experiment einzubauen und deren Antworten zu errechnen.
- Run Management beschäftigt sich mit den Details einzelner Abläufe („runs“) und Veränderungen der Konfiguration.
- Die Benutzerschnittstelle, meist eine Bash-ähnliche Kommandozeile, erlaubt die interaktive Bedienung einer Geant4-basierten Anwendung.
- Geant4 stellt eine Zahl von Optionen zur Visualisierung. Diese beinhalten die Ausgabe von Bildschirmdarstellungen mittels OpenGL oder Raytracing und die Ausgabe von Dateien im Virtual Reality Modeling Language (VRML) oder HepRep-Format.

## Lizenz
Die Geant4-Software und ihr Quellen waren immer frei erhältlich, aber bis zur Version 8.1 (2006) gab es keine spezifische Lizenz zur Benutzung. Mittlerweile wird Geant4 unter den Bedingungen der Geant4 Software License verbreitet.

## Anwendungen
Geant4 findet Anwendung in der Hochenergiephysik (HEP) und dient dort den Experimenten in Beschleunigeranlagen; es kann Kernreaktionen Modellierung; es gibt auch Anwendungen in der medizinische Physik und der Astrophysik. Die Software wird von mehreren Forschungsprojekten und -gruppen weltweit entwickelt und genutzt.

### HEP Experimente die Geant4 benutzen
- BaBar und GLAST am Stanford Linear Accelerator Center (SLAC)
- ATLAS und Compact Muon Solenoid (CMS) am Large Hadron Collider (LHC), CERN
- Borexino am Laboratori Nazionali del Gran Sasso (LNGS)
- MINOS am Fermilab
- das PANDA-Experiment an der GSI (in Planung)
- der International Linear Collider (in Planung)
- das Belle-II-Experiment am KEK in Tsukuba

### Weitere Anwendungen
Aufgrund seiner universellen Struktur eignet sich Geant4 auch für andere Anwendungsbereiche, z. B. (1) Anwendungen in der Raumfahrt, bei denen Geant4 benutzt wird, um Interaktionen der kosmischen Strahlung mit Raumschiffen zu erforschen; (2) Medizinische Anwendungen, in denen Wirkungen der Radioaktivität auf menschliche Körper untersucht wird (z. B. zur Tumorbekämpfung).